# Joe Beck

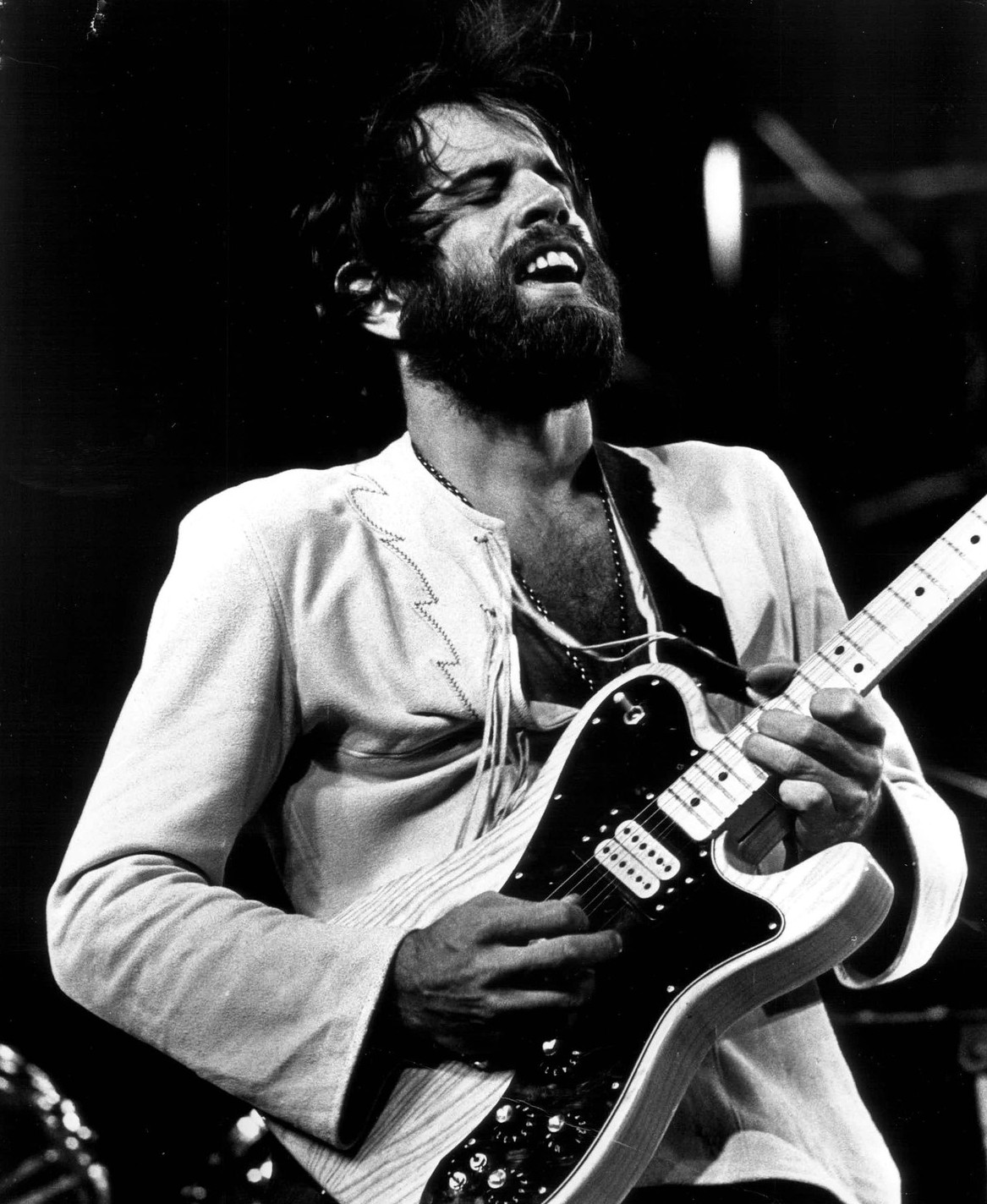
Joe Beck 1977

Joe Beck, född 29 juli 1945 i Philadelphia, död 22 juli 2008 i Woodbury, Connecticut, var en amerikansk gitarrist som i över 30 år spelat inom jazz. Beck hade även kortvarigt flörtat med rockmusik i slutet av 1960-talet och i början av 1970-talet. 
Beck spelade inom olika sorters av jazzstilar inklusive jazz fusion, post bop, mainstream jazz och soul jazz. Han har framträtt och spelat in med artister som Miles Davis, Gil Evans, Duke Ellington, Buddy Rich, Paul Desmond, Maynard Ferguson, Woody Herman, Stan Getz, Ali Ryerson, Larry Coryell, Gene Ammons, Sergio Mendez, Antonio Carlos Jobim, Jimmy Bruno, Laura Nyro, Esther Phillips, Houston Person, Roger Kellaway, Richie Havens, Paul Simon, Joe Farrell, James Brown, David Sanborn och Gato Barbieri. 
Beck dog i sviterna av lungcancer. 